# Csernáton község
Csernáton község (románul: Comuna Cernat) község Kovászna megyében, Romániában. Központja Csernáton, beosztott falvai Ikafalva, Kézdialbis.

## Népessége
A 2011-es népszámlálás adatai alapján a község népessége 3978 fő volt.